# Гаибова, Хадиджа Осман-бек кызы
Хадиджа Осман-бек кызы Гаибова (азерб. Xədicə Osman bəy qızı Qayıbova; 24 мая 1893, Тифлис — 27 октября 1938, Баку) — азербайджанская пианистка.

## Биография
Хадиджа Осман-бек кызы Гаибова (урождённая Хадиджа Муфтизаде) родилась в Тифлисе в семье азербайджанца Осман-бека Муфтизаде, представителя местного суннитского духовенства, и его жены из татарского по происхождению рода Терегуловых, осевшего в Тифлисе в первой половине XIX века.
Гаибова получила среднее образование в женской гимназии Св. Нины и параллельно брала уроки фортепиано. В 1911 году, после окончания гимназии, 18-летняя Хадиджа вышла замуж за инженера Надира Гаибова, сына муфтия Кавказа Гусейна-эфенди Гаибова и брата первой азербайджанской сестры милосердия Нигяр Шихлинской. В последующие годы Гаибова преподавала в местной женской русско-мусульманской школе.
Ещё до Октябрьской революции Хадиджа Гаибова получила известность как одна из первых исполнительниц мугама (азербайджанского народного жанра музыки) на фортепиано. В 1919 году семья Гаибовых переехала в Баку, где годом позже Хадиджа Гаибова внесла вклад в основание Азербайджанской государственной консерватории.
После советизации Азербайджана она возглавила отдел восточной музыки в Народном комиссариате просвещения Азербайджанской ССР. В эти годы Гаибова вела уроки музыки и актёрского мастерства при женских просветительских курсах. В 1927—1931 годах она училась на композиторском факультете Азербайджанской государственной консерватории.
В 1933 году Гаибова была арестована и помещена в тюрьму по обвинению в контрреволюционной деятельности. Она была освобождена через три месяца, и обвинения с неё были сняты. В 1934 году она вошла в исследовательский состав Азербайджанской государственной консерватории по изучению музыкального наследия Азербайджана.
17 марта 1938 года, вскоре после ареста её второго мужа Рашида Гаибова, Хадиджа Гаибова вновь была арестована и обвинена в связях с мусаватистами. В следующие пять недель её девять раз вызывали на допрос, пока, наконец, не признали виновной в шпионаже. Сама Гаибова не признала своей вины. Её бывшая соседка по камере Зивер Эфендиева (жена репрессированного азербайджанского партийного деятеля Султан-Меджида Эфендиева) позже вспоминала, что Гаибова ожидала на худой конец быть сосланной в Сибирь и даже выражала уверенность в продолжении своей творческой деятельности в ссылке. Тем не менее, 19 октября 1938 года, после пятнадцатиминутного судебного слушания, Гаибова была приговорена к высшей мере наказания — расстрелу. Приговор был приведён в исполнение в Баку через неделю.
В 1956 году, по просьбe Алангу Султановой, дочери Хадиджи Гаибовой, уголовное дело было пересмотрено, и Гаибова была реабилитирована посмертно.

## Память
1 мая 2023 года в Международном центре Мугама состоялся музыкальный вечер " Хадиджа Гаибова 130 " .
Студией «Сабах» Азербайджанского телевидения в 2023 году был снят и презентован документальный фильм «Соната жизни» о жизни Гаибовой.